# Harpiinae
Гарпии (лат. Harpiinae) — подсемейство птиц семейства ястребиных отряда ястребообразных.

## Описание
Гарпии близки к орлам, отличаются от них неоперённой цевкой. Это самые большие активные хищники, поднимающиеся в воздух. Размах крыльев до 2,5 м, масса — до 9 кг. Длинный хвост, широкие крылья, мощные короткие лапы с длинными и острыми когтями. Голова крупная с лицевым диском, широким хохолком и массивным клювом.

## Питание
Гарпии высматривают добычу, скрываясь в зарослях тропических лесов. Заметив её, птица вылетает и резко схватывает жертву. В состав рациона входят крупные птицы, обезьяны, ленивцы, опоссумы и другие древесные млекопитающие.

## Классификация
В составе подсемейства выделяют 4 рода, все монотипические:
- Род Harpia Vieillot, 1816 — Гарпии (род)
- Род Harpyopsis Salvadori, 1875 — Новогвинейские гарпии
- Род Macheiramphus Bonaparte, 1850 — Широкоротые коршуны
- Род Morphnus Dumont, 1816 — Гвианские гарпии